# Gröningen
Ne doit pas être confondu avec Groningue (ville) ou Groeningen.
Gröningen est une petite ville de Saxe-Anhalt en Allemagne. Elle est surtout connue pour l'ancienne abbaye de Gröningen fondée en 936.

## Géographie
La ville est située sur le bord de la rivière Bode, entre la Magdeburger Börde, une plaine fertile, au nord-est et les montagnes du Harz au sud-ouest. La ville d'Oschersleben se trouve à 10 kilomètres au nord, la ville d'Halberstadt au 12 kilomètres au sud-ouest.
À part le chef-lieu de Groningen et l'abbaye, le territoire communal comprend la ville de Großalsleben et les villages de Dalldorf, Heyningen et Krottorf.

## Personnalités
- Jacob Friedrich Reimmann (1668–1743), théologien luthérien, bibliographe, historien et philosophe
- Louise Aston (1814–1871), écrivain et féministe
- Friedrich Eduard Hoffmann (1818–1900), architecte et inventeur.